# Detenzione o diffusione abusiva di codici di accesso
La detenzione o diffusione abusiva di codici di accesso è un reato informatico previsto dall'art. 615-quater del codice penale italiano, che punisce 

## Il panorama italiano
L'art. 615-quater delinea quello che può definirsi un reato di pericolo indiretto in quanto entrando in possesso abusivamente di codici d'accesso, si presenta il pericolo di commettere un accesso abusivo ad un sistema o si possano diffondere tali codici ad altre persone che a loro volta potrebbero accedere abusivamente ad un sistema. In nessuno degli ordinamenti vicini a quello italiano è stata introdotta una norma analoga. Solo negli USA tale condotta assume rilevanza penale (l'art. 502 [c][6] del codice penale californiano punisce chiunque consapevolmente e senza esserne autorizzato procura o aiuta altri a procurarsi un mezzo di accesso ad un computer o ad una rete informatica). 

## Identificazione dell'oggetto del reato
L'oggetto del reato viene identificato in qualsiasi mezzo che permetta di superare la protezione di un sistema informatico indipendentemente dalla natura del mezzo. Può infatti trattarsi di una password, di un codice d'accesso o semplicemente di informazioni che consentano di eludere le misure di protezione. 
Non rientrano in quanto previsto dall'art 615-quater c.p. l'indebita acquisizione di carte di credito telefoniche in quanto l'illecito utilizzo permetterebbe solo di usufruire delle prestazioni telefoniche dell'apparecchio. 
Diverso è il caso delle carte di debito magnetiche con le quali è possibile anche avere informazioni sul rispettivo conto corrente. In tal caso l'art. 615-quater c.p. completa quanto previsto dall'art. 55 del Decreto Legislativo 231 del 2007 a tutela di chi utilizza tali carte. 
Rientrano nelle condotte descritte dall'art 615-quater c.p. anche le smart card utilizzate per decodificare le trasmissioni televisive criptate.

## Le condotte punite
Le condotte punite se realizzate abusivamente dall'art. 615-quater c.p. sono molteplici: 
- l'utilizzo non autorizzato di codici d'accesso;
- la diffusione che si manifesta nel rendere disponibili tali codici ad un numero indeterminato di soggetti;
- la comunicazione che consiste nel rendere disponibili tali codici ad un numero limitato di soggetti;
- la consegna che riguarda cose materiali come può essere un token di accesso ad un servizio di home banking;
- la comunicazione o diffusione di istruzioni che permettono di eludere le protezioni di un sistema.

Resta irrilevante il fatto che i codici siano stati procurati abusivamente o mediante l'autonoma elaborazione.